# Diferencias de género en el capital social
La diferencias de género en el capital social se refiere a la desigualdad en el trato y o la percepción individual que se tiene sobre la otra persona. Surgen desde las diferencias socialmente construidas. Rol de géneros así como biológicamente a través de los cromosomas, la estructura del cerebro, y las diferencias hormonales. Los sistemas de género suelen ser dicotómico y jerárquico; sistemas binarios de género pueden reflejar las desigualdades que se manifiestan en numerosos aspectos de la vida diaria. La desigualdad de género se deriva de las diferencias, ya sea una base empírica o socialmente construida.
Hay diferencias naturales entre los sexos sobre la base de factores biológicos y anatómicos, más notablemente diferentes roles reproductivos. Las diferencias biológicas incluyen los cromosomas, la estructura del cerebro, y las diferencias hormonales. Hay una diferencia natural también en las fuerzas físicas relativas (en promedio) de los sexos.

## Desigualdad de ingresos y capital humano
Se considera que existe discriminación salarial, cuando los trabajadores están igualmente calificados, realizan el mismo trabajo y a pesar de ello un grupo de trabajadores percibe inferior paga que otro,tradicionalmente las mujeres. La discriminación salarial ha desfavorecido a las mujeres con calificaciones similares.
La desigualdad de ingresos entre los géneros se deriva de los procesos que determinan la calidad de los empleos y los ingresos asociados a empleos, como también en la calificación de los mismos como aquello que es considerado empleo o no por la sociedad. Las ganancias asociadas a los trabajos harán que la desigualdad de ingresos tome forma en la colocación de los individuos en determinados puestos de trabajo a través de las calificaciones individuales o normas estereotipadas. Colocación de los hombres o las mujeres en determinadas categorías de trabajo pueden ser apoyados a través del capital o de teorías de la cualificación de las personas o las habilidades asociadas a diferencias biológicas en hombres y mujeres.
La desigualdad de ingresos esta gestado históricamente por la naturalización de tareas a nivel género, un ejemplo de ello, lo es el trabajo doméstico, el cual fue estudiado por diferentes escritoras como Simone de Beavouir y Silvia Federici, entre otros ejemplos.
Con respecto al capital humano, algunas teorías se refieren a la educación, el conocimiento, la formación, la experiencia o la habilidad de una persona que los hace potencialmente valioso para el empleador. Este ha sido históricamente entendida como una causa de la brecha salarial de género, pero ya no es una causa predominante como las mujeres y los hombres en ciertas ocupaciones tienden a tener niveles de educación similares u otras credenciales. Aun cuando tales características de los trabajos y los trabajadores son controlados por, la presencia de las mujeres dentro de un cierto ocupación conduce a salarios más bajos. Esta discriminación ganancias se considera que es una parte de la teoría de la contaminación. Esta teoría sugiere que los empleos que se predominaban las mujeres ofrecen salarios más bajos que hacen trabajos simplemente debido a la presencia de las mujeres en la ocupación. Cuando las mujeres entran una ocupación, esto reduce la cantidad de prestigio asociado con el trabajo y los hombres, posteriormente, dejar estas ocupaciones. El ingreso de las mujeres en determinadas profesiones sugiere que los trabajadores menos competentes han comenzado a ser contratados o que la ocupación se está convirtiendo en poco cualificado. Los hombres son reacios a entrar en ocupaciones que predominan las mujeres a causa de esto y de manera similar resistir la entrada de las mujeres en ocupaciones dominadas por los hombres.
La disparidad en los ingresos de género también se puede atribuir en parte a la segregación ocupacional, donde grupos de personas se distribuyen a través de las ocupaciones de acuerdo con las características atribuidas;. en este caso, el género. La segregación de género en el trabajo tiene dos dimensiones; la segregación horizontal y segregación vertical. La segregación horizontal, es el resultado de la existencia de actividades consideradas "femeninas" en el imaginario social, en las que mayormente las mujeres prolongan sus habilidades como madres, esposas y cuidadoras, adquiridas a través de la socialización diferencial de género. Con el término segregación vertical, nos referimos a la dificultad que tienen las mujeres para acceder a puestos directivos o de mayor escala social y por tanto mas reconocidos socialmente y económicamente, esta dificultad es el resultado de toda una serie de barreras o dificultades a las que se enfrentan las mujeres en la actualidad. Así pues, según datos de la EPA de 2004, el 63% de las mujeres ocupadas se concentran en seis sectores poco cualificados, ( comercio y reparaciones, sanidad y servicios sociales, enseñanza, inmobiliaria y servicios a empresas, hostelería y servicio doméstico). El término segregación vertical, hace referencia a toda una serie de dificultades y barreras que encuentran las mujeres para acceder a puestos de mayor escala social, puestos directivos y de toma de decisiones. Este término es conocido popularmente como el techo de cristal.